# Грабар, Вениамин Вениаминович
Вениами́н Вениами́нович Гра́бар — президент компании «Ладога», российский предприниматель.
Родился 1 июня 1966 года в городе Ленинград.

## Карьера
Окончил Военно-космическую академию им. Можайского по специальности «радиоинженер» в 1988 году. Проходил службу в космических войсках. Служил на космодроме Плесецк. Уволившись из армии, вместе с друзьями-сослуживцами занялся бизнесом. Пришлось попробовать себя во многих сферах: издательский бизнес, внешне-экономическая деятельность, некоторое время был даже наемным сотрудником в одной крупной компании.
С 1992 года по 1996 год занимал руководящие должности на предприятиях алкогольной отрасли Санкт-Петербурга.
В 1994 году была создана первая в Петербурге служба дистрибуции.
С 1996 года по 1998 год занимал должность генерального директора ЗАО «Русский водочный торговый дом „Росалко—Нева“».
С 1998 года по 2000 год — помощник Первого вице-губернатора — Председателя комитета экономики и промышленной политики Администрации Санкт-Петербурга. Занимался вопросами регулирования алкогольного рынка, организовал в Петербурге систему учёта и контроля за оборотом алкогольной продукции.
С 1 ноября 2000 года по настоящее время занимает должность Президента компании «Ладога».
В октябре 2004 года В. В. Грабар был удостоен Золотой медали Министерства сельского хозяйства РФ «За активный вклад в развитие алкогольной отрасли путём расширения отечественного рынка алкогольной продукцией и позиционирования новых фирменных брендов высокого качества». В октябре 2007 года стал лауреатом конкурса «ТОП-100. Лучшие менеджеры Санкт-Петербурга и Ленинградской области».
Женат, воспитывает двух сыновей.

## Хобби
Поклонник клуба «Зенит» — российский футбольный клуб из Санкт-Петербурга. Классический набор «увлечений»: дайвинг, путешествия, горнолыжный спорт, парашютный спорт, театр. Предпочитает итальянскую кухню.